# Chapman Nunatak
Chapman Nunatak är en nunatak i Antarktis. Den ligger i Östantarktis. Australien gör anspråk på området. Toppen på Chapman Nunatak är 1 713 meter över havet.
Terrängen runt Chapman Nunatak är lite kuperad. Trakten är obefolkad. Det finns inga samhällen i närheten. 